# Werenoi

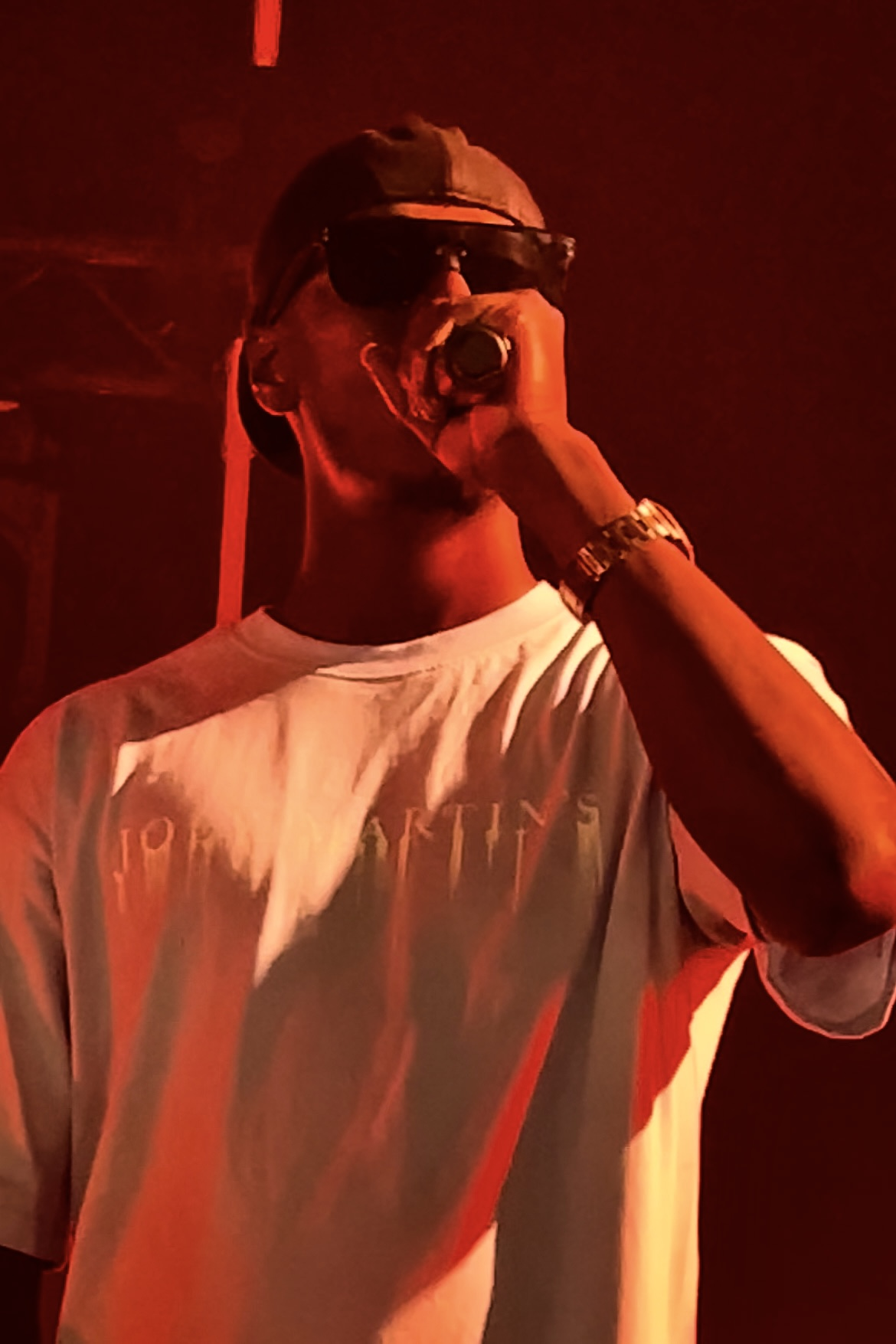
Werenoi (2023)

Werenoi (* 30. Januar 1994 in Melun; † 17. Mai 2025 in Paris; bürgerlich: Jérémy Bana Owona) war ein französischer Rapper.

## Leben
Werenoi ist in Montreuil aufgewachsen. Im Alter von 14 Jahren begann er, selbst zu rappen. Über sein Privatleben ist öffentlich nur wenig bekannt. Er starb in den Morgenstunden des 17. Mai 2025 im Alter von 31 Jahren im Krankenhaus La Pitié-Salpêtrière in Paris.

## Karriere
2022 veröffentlichte er sein Debütalbum Telegram. Mit dem Nachfolgealbum Carré erreichte er ein Jahr später Platz eins der französischen Charts. Dies gelang ihm mit drei weiteren Alben, bevor sein finales Album Diamant noir, welches nur einem Monat vor seinem Ableben erschien, auch in der Schweiz, sowie Wallonien die Chartspitze erreichte.

## Diskografie
StudioalbenWerenoi/Diskografie